# Johnny Kendall & the Heralds
Johnny Kendall & the Heralds was een Amsterdamse popgroep uit de jaren zestig. De groep speelde blues, beat en rock-'n-roll en was vooral bekend van de hit St. James Infirmary. De zanger van de groep was Johan Donker Kaat, alias Johnny Kendall.

## Biografie
Johnny Kendall & the Heralds ontstond in 1963, toen de muzikanten van de groep Les Sylvains gingen optreden met zanger Johan Donker Kaat, die zich Johnny Kendall noemt. De groep bestond verder uit gitarist en toetsenist Dennis Jacquet, gitarist Frits van Es, basgitarist Gerard Veen en drummer Wim Roosendaal. In mei 1964 bracht de groep zijn eerste single Eenzaam hart uit. Op 24 juni kreeg de groep landelijke bekendheid door een televisieoptreden in het talentenjachtprogramma Nieuwe Oogst. Ze speelden daar de B-kant van hun eerste single: Sinds ik jou daar zag staan, een cover (muziek) van I saw her standing there van The Beatles. Hoewel de jury ontevreden was over het optreden, braken Johnny Kendall & the Heralds niet lang daarna door. De groep schakelde over op Engelstalig repertoire en had in het najaar zijn eerste hit met de bluesklassieker St. James Infirmary. Door deze hit kreeg de groep ook succes in het buitenland, wat onder andere optredens in Spanje en Italië opleverde. Het eerste en enige album van de groep On the move verscheen in september 1965 en werd door het succes in Italië ook in het Italiaans opgenomen.
Na het album nam het succes van Johnny Kendall & the Heralds af. Tot in 1967 bracht de groep nog wel een aantal singles uit, maar in 1968 ging de groep uit elkaar. Johnny Kendall formeerde gauw daarna een nieuwe groep en nam een single op als de Johnny Kendall Selection. Een jaar later ging Kendall zingen bij de groep De Maskers. Beide samenwerkingen bleven vrijwel onopgemerkt en hielden niet lang stand. In 1969 verscheen St. James Infirmary opnieuw op single en haalde de tipparade. Gitarist Gerard Veen ging spelen in de band van Tony Alberti, de broer van Willeke Alberti. In de jaren zeventig werkte Kendall samen met Wally Tax en Bert Kaempfert en formeerde hij de groepen Johnny Kendall Machine en Pineapple. In 1974 werd opnieuw St. James Infirmary uitgebracht, deze keer als ep. Pineapple ging in 1981 uit elkaar en daarna stopte Kendall als zanger.
In 1993 kwamen de nog levende leden van Johnny Kendall & the Heralds weer bij elkaar voor een kortstondige reünie. Gitarist en toetsenist Dennis Jacquet was in 1983 overleden. Zijn plaats werd ingenomen door Roy Soerioroseno, sologitarist van de groep F.B.I. De groep nam in 1994 in eigen beheer het album Old, new and borrowed songs op, waarop ze tien nummers uit de jaren zestig opnieuw ingespeeld hadden en vijf nieuwe nummers stonden. Tussen 2005 en 2011 trad Johnny Kendall geregeld als gast op bij De Maskers in hun Back to the real sixties show.
Op 9 mei 2014 verzorgde Johnny Kendall een gastoptreden in het voetbalprogramma Voetbal International op de televisiezender RTL7 en werd hij tijdens een aflevering van Derksen on the road door Johan Derksen een dag gevolgd. Ook maakt hij onderdeel uit van zijn theatershow Johan Derksen en de pioniers van de Nederpop. Hij woont in 2014 nog steeds in Bos en Lommer, maar woont grotendeels bij zijn 40 jaar jongere vriendin in Brazilië.
Bassist Gerard Veen - die in 1980 solosucces had gehad met de single ‘’Aquarius’’ onder de naam Gary Fane - overleed op 12 juli 2019.

## Bezetting
- Johan Donker Kaat (Johnny Kendall)
- Dennis Jacquet
- Frits van Es
- Gerard Veen
- Wim Roosendaal
- Jan-Pieter Boekhoorn (1968, Johnny Kendall Selection)
- Roy Soerioroseno (na 1993)

## Discografie

### Singles
| Single met hitnotering(en) in oude hitlijsten | Datum van verschijnen | Datum van binnenkomst | Hoogste positie | Aantal maanden | Opmerkingen | Bron                 |
| --------------------------------------------- | --------------------- | --------------------- | --------------- | -------------- | ----------- | -------------------- |
| St. James Infirmary                           |                       | 19-9-1964             | 13              | 15             |             | Hitwezen Top 50      |
| St. James Infirmary                           |                       | 1-11-1964             | 26              | 1              |             | Muziek Expres Top 30 |
| Jezebel / I'm your hoochie coochie man        |                       | 28-11-1964            | 31              | 5              |             | Hitwezen Top 50      |
| You tell me why                               | 1965                  |                       |                 |                |             |                      |
| Girl/Do You remember                          | 05-1966               |                       |                 |                |             |                      |

| Single met eventuele hitnotering(en) in de Nederlandse Top 40 | Datum van verschijnen | Datum van binnenkomst | Hoogste positie | Aantal weken | Opmerkingen |
| ------------------------------------------------------------- | --------------------- | --------------------- | --------------- | ------------ | ----------- |
| Jezebel                                                       |                       | 2-1-1965              | 29              | 1            |             |
| See see rider                                                 |                       | 20-2-1965             | 37              | 2            |             |
| St. James Infirmary                                           |                       | 14-6-1969             | tip             |              |             |